# سبخة زاغز الشرقي
سبخة زاغز الشرقي، من أشهر المسطحات المائية بولاية الجلفة حيث تتواجد ببلدية سيدي بايزيد وتتوسط العديد من البلديات الواقعة بين ولايتي المسيلة والجلفة حيث تتربع على مساحة 50985 هآ وتم تصنيفها عام 04 جوان 2003م كمحمية طبيعة.

## نبذة
هي عبارة عن سبخة مالحة ويأتي الماء إليها من واد مجدل خاصة في فصل الشتاء وعندما تجف في فصل الصيف تقوم القبائل المحاذية لها بإستغلال الملح والذي يحمل على ظهور الجمال. وتعد السبخة من بين المحميات المصنفة في ولاية الجلفة.

## وصف
يعد المنخفض الداخلي الواسع الذي يشكل جزءًا من نظام واسع النطاق من البحيرات المالحة في السهوب الكبيرة التي تفصل بين أطلس التلي وأطلس الصحراوي ، مع العديد من البحيرات والبرك الدائمة والموسمية والأراضي الرطبة التي تهيمن عليها الشجيرات. تمثل تربة الموقع المتنوعة ونباتات السهوب المنطقة ؛ ومع ذلك ، فهي مكان استثنائي بسبب حجمها ومستجمعات المياه ، وخاصة لأنها في منطقة قاحلة.
تستخدم على نطاق واسع للرعي ويلعب دورًا مهمًا في تغذية المياه الجوفية والتحكم في الفيضانات.

## التنوع البيئي
هناك العديد من النباتات النادرة والمتوطنة، بما في ذلك عشب Herniaria mauritanica وGlasswort Salicornia arabica. وتوجد مجموعات صغيرة من البط البري الرخامي (ضعيف في القائمة الحمراء للاتحاد الدولي لحفظ الطبيعة) ولكن لم يتم إجراء أبحاث كافية على الأنواع الأخرى.